# كأس آسيا 2007
أقيمت بطولة كأس آسيا 2007 في الفترة ما بين 7 يوليو إلى 29 يوليو 2007 في أربعة دول لأول مرة في تاريخ البطولة، والدول هي: إندونيسيا وماليزيا وفيتنام وتايلاند. وفاز في نسخة 2007 المنتخب العراقي وذلك بتغلبه على المنتخب السعودي في النهائي بنتيجة (0-1)، العراق تأهل بعدها إلى كأس القارات 2009.
وكانت بطولة كأس آسيا تقام مرة كل أربعة سنوات منذ عام 1956، وكانت البطولة الأخيرة التي أقيمت في الصين قد أقيمت في عام 2004، وبسبب أن بطولة أمم أوروبا لكرة القدم والألعاب الأولمبية تقام في نفس السنة مع كأس آسيا، فإنه يسبب زحام كبير في الجداول الرياضية، فقد قرر الاتحاد الآسيوي لكرة القدم أن تقام البطولة في الأعوام الفردية منذ عام 2007.
شاهد البطولة بالتلفزيون ما يقارب 650 مليون مشاهد حول العالم. وكانت هذه البطولة هي البطولة الأولى التي يشارك فيها منتخب أستراليا لكرة القدم بعد انضمامه إلى قارة آسيا.

## اختيار المستضيف

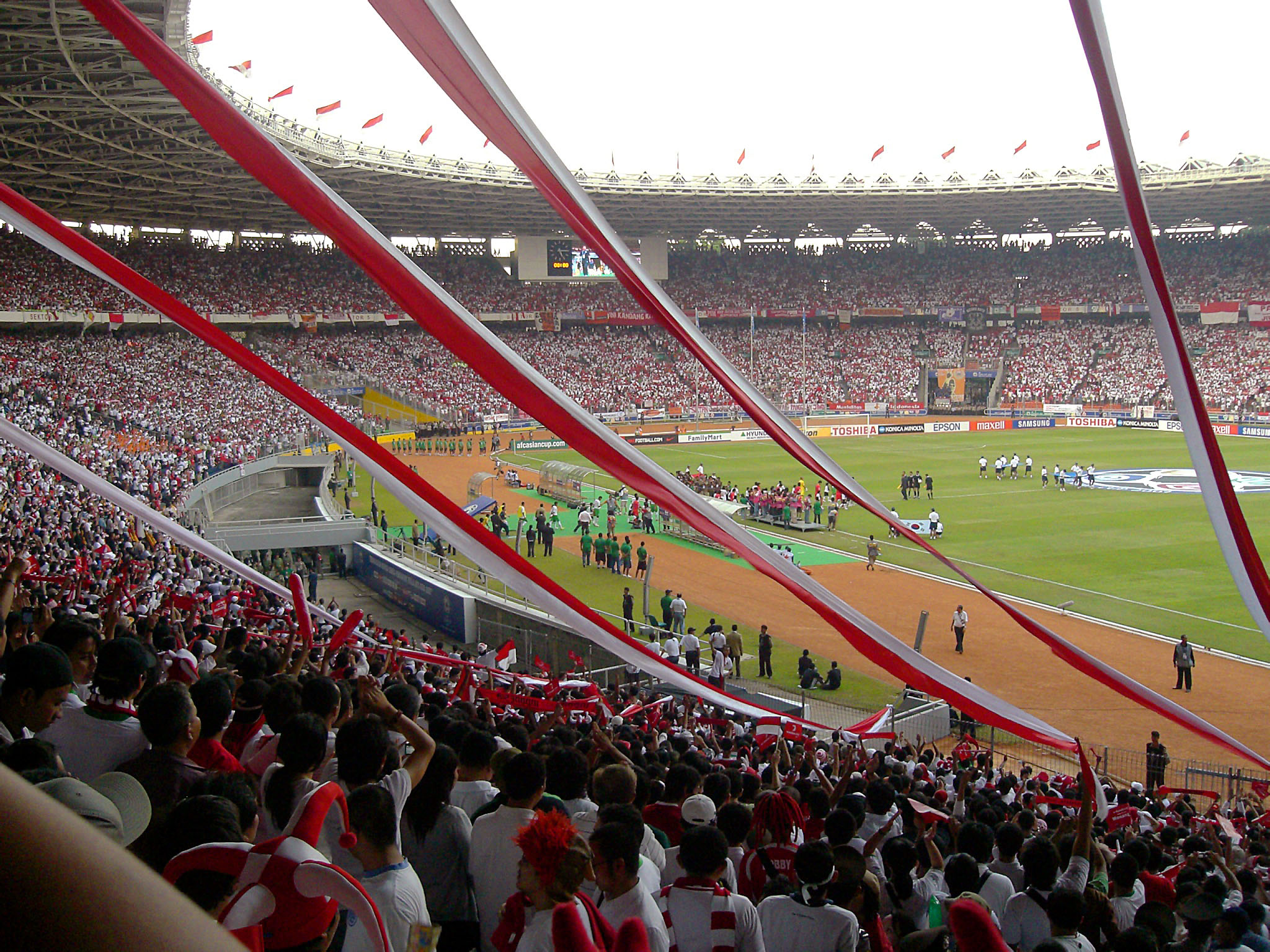

اقترح رئيس لجنة الاتحاد الآسيوي محمد بن همام أن يكون هناك أربع مستضيفين لكأس آسيا 2007. ومع ذلك، أعرب عن أسفه في وقت لاحق أن هذا القرار «خطأ»، مشيرًا إلى الصعوبات المالية واللوجستية في تنظيم هذا الحدث عبر أربعة بلدان.
وقال إنه «من الصعب جدًا إثبات للجنة التنفيذية أن يكون هناك أربع مستضيفين، وكذلك المشاكل المالية التي قد تحدث».
في يونيو 2005، حذر الاتحاد الآسيوي لكرة القدم تايلاند من أنها يجب أن تكمل ملاعبها قبل 2007، وإلا سيتم أخذ الاستضافة منها، أو ربما يتم استبدالها مع سنغافورة. في 12 آب من العام نفسه، أكد الاتحاد الآسيوي أن تايلاند ستشارك في كأس آسيا 2007. ولكن في أكتوبر 2006، حذر الاتحاد الآسيوي تايلاند مرة أخرى لاستكمال بناء ملاعبها في 90 يوماً.

## المدن المستضيفة
| جاكارتا                | فلمبان                 | كوالالمبور                | شاه عالم         |
| ---------------------- | ---------------------- | ------------------------- | ---------------- |
| ملعب غيلورا بونغ كارنو | استاد غيلورا سريويجايا | الملعب الوطني، بوكيت جليل | ملعب شاه عالم    |
| السعة: 88,306          | السعة: 40,000          | السعة: 87,411             | السعة: 69,932    |
|                        |                        |                           |                  |
|                        |                        |                           |                  |
| بانكوك                 | بانكوك                 | هانوي                     | مدينة هو تشي منه |
| ملعب راجامانغالا       | ملعب سوباتشالاساي      | ملعب ماي دينه الوطني      | استاد الجيش      |
| السعة: 65,000          | السعة: 19,793          | السعة: 40,192             | السعة: 25,000    |
|                        |                        |                           |                  |

## التصفيات التأهيلية
التصفيات التأهيلية انطلقت في 22 فبراير وانتهت في 15 نوفمبر من العام 2006 شارك فيها 24 فريقاً، و17 فريقاً من القارة لم يشارك في هذه الدورة، تم إجبار حامل اللقب على المشاركة في التصفيات ولذلك شاركت اليابان بطلة النسخة الأخيرة في الصين، كان هذا بسبب تأهل أربع منتخبات إلى النهائيات كدول مستضيفة، وبالنسبة للدورة المقبلة فسوف يتأهل أصحاب المراكز الثلاثة الأولى من هذه الدورة إلى النهائيات مباشرة دون خوض التصفيات، تنافس للتأهل إلى كأس آسيا 24 فريقاً وُضعوا في 6 مجموعات، كل مجموعة تتكون من 4 فرق.
لا يسجل هذا الجدول النسخ التي تأهل إليها المنتخب بعد كأس آسيا 2007 إذا أردت جدولاً كاملاً اذهب إلى مقالة كأس آسيا أو إلى أحدث نسخة
| الدولة                   | طريقة التأهل      | تاريخ التأهل   | النسخ التي شاركت بها قبل هذه النسخة                             |
| ------------------------ | ----------------- | -------------- | --------------------------------------------------------------- |
| إندونيسيا                | المستضيف          | 7 أغسطس 2004   | 3 (1996، 2000، 2004)                                            |
| ماليزيا                  | المستضيف          | 7 أغسطس 2004   | 2 (1976، 1980)                                                  |
| تايلاند                  | المستضيف          | 7 أغسطس 2004   | 5 (1972، 1992، 1996، 2000، 2004)                                |
| فيتنام                   | المستضيف          | 7 أغسطس 2004   | 2 (1956، 1960)                                                  |
| أستراليا                 | المجموعة D الأول  | 11 أكتوبر 2006 | 0 (أول مرة)                                                     |
| اليابان                  | المجموعة A الأول  | 15 نوفمبر 2006 | 5 (1988، 1992، 1996، 2000، 2004)                                |
| السعودية                 | المجموعة A الثاني | 15 نوفمبر 2006 | 6 (1984، 1988، 1992، 1996، 2000، 2004)                          |
| إيران                    | المجموعة B الأول  | 15 نوفمبر 2006 | 10 (1968، 1972، 1976، 1980، 1984، 1988، 1992، 1996، 2000، 2004) |
| كوريا الجنوبية           | المجموعة B الثاني | 15 نوفمبر 2006 | 10 (1956، 1960، 1964، 1972، 1980، 1984، 1988، 1996، 2000، 2004) |
| الإمارات العربية المتحدة | المجموعة C الأول  | 15 نوفمبر 2006 | 6 (1980، 1984، 1988، 1992، 1996، 2004)                          |
| عمان                     | المجموعة C الثاني | 15 نوفمبر 2006 | 1 (2004)                                                        |
| البحرين                  | المجموعة D الثاني | 15 نوفمبر 2006 | 2 (1988، 2004)                                                  |
| العراق                   | المجموعة E الأول  | 15 نوفمبر 2006 | 5 (1972، 1976، 1996، 2000، 2004)                                |
| الصين                    | المجموعة E الثاني | 15 نوفمبر 2006 | 8 (1976، 1980، 1984، 1988، 1992، 1996، 2000، 2004)              |
| قطر                      | المجموعة F الأول  | 15 نوفمبر 2006 | 6 (1980، 1984، 1988، 1992، 2000، 2004)                          |
| أوزبكستان                | المجموعة F الثاني | 15 نوفمبر 2006 | 3 (1996، 2000، 2004)                                            |

## تصنيف الفرق المشاركة
للمرة الأولى، يتم تقييم الفرق على أساس القوة، لتجنب وقوع الفرق القوية في نفس المجموعة.
اُعتمد التقييم على تصنيف 19 ديسمبر، 2006 للفيفا. الوعاء الأول تكون من الفرق المستضيفة.
| وعاء 1                                 | وعاء 2                                              | وعاء 3                            | وعاء 4                                      |
| -------------------------------------- | --------------------------------------------------- | --------------------------------- | ------------------------------------------- |
| إندونيسيا · ماليزيا · تايلاند · فيتنام | الصين · العراق · الإمارات العربية المتحدة · البحرين | قطر · أوزبكستان · السعودية · عمان | أستراليا · إيران · اليابان · كوريا الجنوبية |

## كرة المباريات
تم تقديم الكرة التي ستلعب فيها المباريات من قبل شركة نايكي في 15 مايو 2007، وقد أصبحت أول كرة تخصص لبطولة في آسيا، وتحتوي كرة نايكي ميركوريال فيلوكي إي سي على أربعة ألوان ويوجد بها شعار كأس آسيا.

## الحكام
اُختير 16 حكم و 24 حكم مساعد في يوم 2 يوليو 2007، وهناك حكم واحد ومساعدين تم اختيارهم من قبل الاتحاد الأفريقي لكرة القدم.
| - ماثيو بريز - مارك شيلد - جاسم كريم - بواجي صن - مسعود مرادي - يوتشي نيشيمورا - سعد كميل - طلعت نجم | - عبد الرحمن عبدو - خليل الغامدي - إيدي مالييت - كوان جونغ تشول - غي يونغ لي - محسن بسمة - ساتوب تونغخان - علي حمد |

## الأغاني
في عام 2007 تم اختيار أغنيتين لكأس آسيا الأولى: "I Believe" شركة تاتا يونغ من تايلاند والثانية "Play Hard" شركة كيم من فيتنام.

## البطولة

### مرحلة المجموعات

#### المجموعة أ

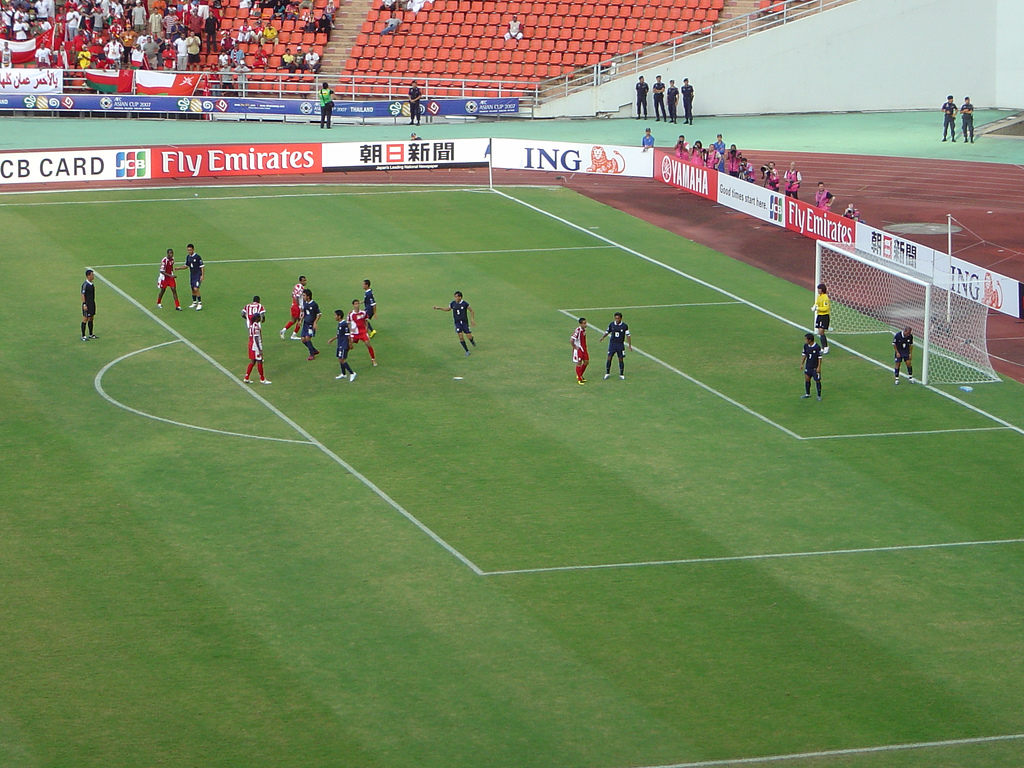
لعب منتخب تايلاند أمام منتخب عمان في المجموعة أ.

في بداية المجموعة تعادل العراق مع تايلاند 1-1، في المباراة الثانية تعادلت أستراليا مع سلطنة عمان بنتيجة 1-1، في بداية الجولة الثانية من المجموعة، فازت تايلاند على سلطنة عمان بنتيجة 2-0، وفي المباراة الأخرى فاز العراق على أستراليا بنتيجة 3-1، في الجولة الثالثة، أستراليا تفوز على تايلاند بنتيجة 4-0، والعراق يتعادل مع سلطنة عمان بنتيجة 0-0، ليتأهل العراق كأول المجموعة وأستراليا كثاني المجموعة.
| م | الفريق   | لعب | ف | ت | خ | أ.له | أ.ع | أ.ف | نقاط | التأهل             |
| - | -------- | --- | - | - | - | ---- | --- | --- | ---- | ------------------ |
| 1 | العراق   | 3   | 1 | 2 | 0 | 4    | 2   | +2  | 5    | مرحلة خروج المغلوب |
| 2 | أستراليا | 3   | 1 | 1 | 1 | 6    | 4   | +2  | 4    | مرحلة خروج المغلوب |
| 3 | تايلاند  | 3   | 1 | 1 | 1 | 3    | 5   | −2  | 4    |                    |
| 4 | عمان     | 3   | 0 | 2 | 1 | 1    | 3   | −2  | 2    |                    |

| تايلاند              | 1–1   | العراق    |
| -------------------- | ----- | --------- |
| سوكسومكيت 6' (ركلة.) | تقرير | محمود 32' |

| أستراليا    | 1–1   | عمان        |
| ----------- | ----- | ----------- |
| كاهيل 90+2' | تقرير | الميمني 32' |

| عمان | 0–2   | تايلاند           |
| ---- | ----- | ----------------- |
|      | تقرير | تونكانيا 70'، 78' |

| العراق                         | 3–1   | أستراليا   |
| ------------------------------ | ----- | ---------- |
| أكرم 22' · هوار 60' · جاسم 86' | تقرير | فيدوكا 47' |

| تايلاند | 0–4   | أستراليا                                 |
| ------- | ----- | ---------------------------------------- |
|         | تقرير | بيتشامب 21' · فيدوكا 80'، 83' · كيول 90' |

| عمان | 0–0   | العراق |
| ---- | ----- | ------ |
|      | تقرير |        |

#### المجموعة ب
في بداية المجموعة فازت فيتنام على الإمارات العربية المتحدة 2-0، في المباراة الثانية تعادلت اليابان مع قطر بنتيجة 1-1، في بداية الجولة الثانية من المجموعة، تعادلت قطر مع فيتنام بنتيجة 1-1، وفي المباراة الأخرى فازت اليابان على الإمارات العربية المتحدة بنتيجة 3-1، في الجولة الثالثة، اليابان تفوز على فيتنام بنتيجة 4-1، والإمارات العربية المتحدة تفوز على قطر بنتيجة 2-1، لتتأهل اليابان كأول المجموعة وفيتنام كثاني المجموعة.
| م | الفريق                   | لعب | ف | ت | خ | أ.له | أ.ع | أ.ف | نقاط | التأهل             |
| - | ------------------------ | --- | - | - | - | ---- | --- | --- | ---- | ------------------ |
| 1 | اليابان                  | 3   | 2 | 1 | 0 | 8    | 3   | +5  | 7    | مرحلة خروج المغلوب |
| 2 | فيتنام                   | 3   | 1 | 1 | 1 | 4    | 5   | −1  | 4    | مرحلة خروج المغلوب |
| 3 | الإمارات العربية المتحدة | 3   | 1 | 0 | 2 | 3    | 6   | −3  | 3    |                    |
| 4 | قطر                      | 3   | 0 | 2 | 1 | 3    | 4   | −1  | 2    |                    |

| فيتنام                                  | 2–0   | الإمارات العربية المتحدة |
| --------------------------------------- | ----- | ------------------------ |
| هوينه كوانغ ثانه 64' · لي كونغ فينه 73' | تقرير |                          |

| اليابان      | 1–1   | قطر       |
| ------------ | ----- | --------- |
| تاكاهارا 61' | تقرير | سوريا 88' |

| قطر       | 1–1   | فيتنام          |
| --------- | ----- | --------------- |
| سوريا 79' | تقرير | فان تان بين 32' |

| الإمارات العربية المتحدة | 1–3   | اليابان                                  |
| ------------------------ | ----- | ---------------------------------------- |
| الكاس 66'                | تقرير | تاكاهارا 22'، 27' · ناكامورا 42' (ركلة.) |

| فيتنام            | 1–4   | اليابان                                 |
| ----------------- | ----- | --------------------------------------- |
| سوزوكي 8' (هـ.ذ.) | تقرير | ماكي 12'، 59' · إندو 31' · ناكامورا 53' |

| قطر               | 1–2   | الإمارات العربية المتحدة |
| ----------------- | ----- | ------------------------ |
| سوريا 42' (ركلة.) | تقرير | الكاس 60' · خليل 90+4'   |

#### المجموعة ج
في بداية المجموعة فازت الصين على ماليزيا بنتيجة 5-1، في المباراة الثانية فازت إيران على أوزبكستان بنتيجة 2-1، في بداية الجولة الثانية من المجموعة، فازت أوزبكستان على ماليزيا بنتيجة 5-0، وفي المباراة الأخرى تعادلت الصين مع إيران بنتيجة 2-2، في الجولة الثالثة، إيران تفوز على ماليزيا بنتيجة 2-0، وأوزبكستان تفوز على الصين بنتيجة 3-0، لتتأهل إيران كأول المجموعة وأوزبكستان كثاني المجموعة.
| م | الفريق    | لعب | ف | ت | خ | أ.له | أ.ع | أ.ف | نقاط | التأهل             |
| - | --------- | --- | - | - | - | ---- | --- | --- | ---- | ------------------ |
| 1 | إيران     | 3   | 2 | 1 | 0 | 6    | 3   | +3  | 7    | مرحلة خروج المغلوب |
| 2 | أوزبكستان | 3   | 2 | 0 | 1 | 9    | 2   | +7  | 6    | مرحلة خروج المغلوب |
| 3 | الصين     | 3   | 1 | 1 | 1 | 7    | 6   | +1  | 4    |                    |
| 4 | ماليزيا   | 3   | 0 | 0 | 3 | 1    | 12  | −11 | 0    |                    |

| ماليزيا       | 1–5   | الصين                                                    |
| ------------- | ----- | -------------------------------------------------------- |
| محي الدين 74' | تقرير | هان بينغ 15'، 55' · شاو جيايي 36' · وانغ دونغ 51'، 90+3' |

| إيران                   | 2–1   | أوزبكستان         |
| ----------------------- | ----- | ----------------- |
| حسيني 55' · كاظميان 78' | تقرير | رضائي 16' (هـ.ذ.) |

| أوزبكستان                                                              | 5–0   | ماليزيا |
| ---------------------------------------------------------------------- | ----- | ------- |
| شاتسكيخ 10'، 89' · كابادزه 30' · باكاييف 45+2' (ركلة.) · إبراهيموف 85' | تقرير |         |

| الصين                            | 2–2   | إيران                   |
| -------------------------------- | ----- | ----------------------- |
| شاو جيايي 7' · ماو جيانتشينغ 33' | تقرير | زندي 45+1' · نكونام 74' |

| ماليزيا | 0–2   | إيران                             |
| ------- | ----- | --------------------------------- |
|         | تقرير | نكونام 29' (ركلة.) · تيموريان 77' |

| أوزبكستان                                | 3–0   | الصين |
| ---------------------------------------- | ----- | ----- |
| شاتسكيخ 72' · كابادزه 86' · غينريخ 90+4' | تقرير |       |

#### المجموعة د
في بداية المجموعة الرابعة فازت إندونيسيا على البحرين 2-1، في المباراة الثانية تعادلت كوريا الجنوبية مع السعودية بنتيجة 1-1، في بداية الجولة الثانية من المجموعة، فازت السعودية على إندونيسيا بنتيجة 2-1، وفي المباراة الأخرى فازت البحرين على كوريا الجنوبية بنتيجة 2-1، في الجولة الثالثة، كوريا الجنوبية تفوز على إندونيسيا بنتيجة 1-0، والسعودية تفوز على البحرين بنتيجة 4-0، لتتأهل السعودية كأول المجموعة وكوريا الجنوبية كثاني المجموعة.
| م | الفريق         | لعب | ف | ت | خ | أ.له | أ.ع | أ.ف | نقاط | التأهل             |
| - | -------------- | --- | - | - | - | ---- | --- | --- | ---- | ------------------ |
| 1 | السعودية       | 3   | 2 | 1 | 0 | 7    | 2   | +5  | 7    | مرحلة خروج المغلوب |
| 2 | كوريا الجنوبية | 3   | 1 | 1 | 1 | 3    | 3   | 0   | 4    | مرحلة خروج المغلوب |
| 3 | إندونيسيا      | 3   | 1 | 0 | 2 | 3    | 4   | −1  | 3    |                    |
| 4 | البحرين        | 3   | 1 | 0 | 2 | 3    | 7   | −4  | 3    |                    |

| إندونيسيا                                  | 2–1   | البحرين            |
| ------------------------------------------ | ----- | ------------------ |
| بودي سودارسونو 14' · بامبانغ بامونغكاس 64' | تقرير | سيد محمود جلال 27' |

| كوريا الجنوبية    | 1–1   | السعودية                  |
| ----------------- | ----- | ------------------------- |
| تشوي سونغ كوك 66' | تقرير | ياسر القحطاني 77' (ركلة.) |

| السعودية                            | 2–1   | إندونيسيا      |
| ----------------------------------- | ----- | -------------- |
| ياسر القحطاني 12' · سعد الحارثي 90' | تقرير | إيلي أيبوي 17' |

| البحرين                                 | 2–1   | كوريا الجنوبية |
| --------------------------------------- | ----- | -------------- |
| سلمان عيسى 43' · إسماعيل عبد اللطيف 85' | تقرير | كم دو هيون 4'  |

| إندونيسيا | 0–1   | كوريا الجنوبية                |
| --------- | ----- | ----------------------------- |
|           | تقرير | كم جونغ وو (لاعب كرة قدم) 34' |

| السعودية                                                          | 4–0   | البحرين |
| ----------------------------------------------------------------- | ----- | ------- |
| أحمد الموسى 18' · عبد الرحمن القحطاني 45' · تيسير الجاسم 68'، 79' | تقرير |         |

### مرحلة خروج المغلوب
|  | ربع النهائي           | ربع النهائي      |                       |         | نصف النهائي    | نصف النهائي   |  |  | النهائي           | النهائي |
|  |                       |                  |                       |         |                |               |  |  |                   |         |
|  | 21 يوليو - بانكوك     |                  |                       |         |                |               |  |  |                   |         |
|  |                       |                  |                       |         |                |               |  |  |                   |         |
|  | العراق                | 2                |                       |         |                |               |  |  |                   |         |
|  | العراق                | 2                | 25 يوليو - كوالالمبور |         |                |               |  |  |                   |         |
|  | فيتنام                | 0                |                       |         |                |               |  |  |                   |         |
|  | فيتنام                | 0                | العراق                | 0 (4)   |                |               |  |  |                   |         |
|  | 22 يوليو - كوالالمبور |                  | العراق                | 0 (4)   |                |               |  |  |                   |         |
|  |                       | كوريا الجنوبية   | 0 (3)                 |         |                |               |  |  |                   |         |
|  | إيران                 | كوريا الجنوبية   | 0 (3)                 | 0 (2)   |                |               |  |  |                   |         |
|  | إيران                 |                  | 29 يوليو - جاكارتا    | 0 (2)   |                |               |  |  |                   |         |
|  | كوريا الجنوبية        | 0 (4)            |                       |         |                |               |  |  |                   |         |
|  | كوريا الجنوبية        | 0 (4)            | العراق                | 1       |                |               |  |  |                   |         |
|  | 21 يوليو - هانوي      |                  | العراق                | 1       |                |               |  |  |                   |         |
|  |                       | السعودية         | 0                     |         |                |               |  |  |                   |         |
|  | اليابان               | السعودية         | 0                     | 1 (4)   |                |               |  |  |                   |         |
|  | اليابان               | 25 يوليو - هانوي |                       | 1 (4)   |                |               |  |  |                   |         |
|  | أستراليا              | 1 (3)            |                       |         |                |               |  |  |                   |         |
|  | أستراليا              | 1 (3)            | اليابان               | 2       | المركز الثالث  | المركز الثالث |  |  |                   |         |
|  | 22 يوليو - جاكارتا    |                  | اليابان               | 2       | المركز الثالث  | المركز الثالث |  |  |                   |         |
|  |                       | السعودية         | 3                     |         |                |               |  |  |                   |         |
|  | السعودية              | السعودية         | 3                     | 2       | كوريا الجنوبية | 0 (6)         |  |  |                   |         |
|  | السعودية              |                  |                       | 2       | كوريا الجنوبية | 0 (6)         |  |  |                   |         |
|  | أوزبكستان             | 1                |                       | اليابان | 0 (5)          |               |  |  |                   |         |
|  | أوزبكستان             | 1                |                       |         | 0 (5)          |               |  |  |                   |         |
|  |                       |                  |                       |         |                |               |  |  | 28 يوليو - فلمبان |         |
|  |                       |                  |                       |         |                |               |  |  |                   |         |

#### ربع النهائي
في الدور ربع النهائي، في المباراة الأولى تأهلت اليابان إلى نصف النهائي بعد فوزها على أستراليا بركلات الترجيح بعد انتهاء الوقت الأصلي بالتعادل بنتيجة 1-1، في المباراة الثانية تأهل العراق إلى نصف النهائي بعد فوزه على فيتنام بنتيجة 2-0، في المباراة الثالثة تأهلت كوريا الجنوبية إلى نصف النهائي بعد فوزها على إيران بركلات الترجيح بعد انتهاء الوقت الأصلي بالتعادل السلبي، في المباراة الرابعة تأهلت السعودية إلى نصف النهائي بعد فوزها على أوزبكستان بنتيجة 2-1.
| اليابان              | 1 – 1 (ب.و.إ.) | أستراليا       |
| -------------------- | -------------- | -------------- |
| ناوهيرو تاكاهارا 72' |                | جون ألويسي 70' |

| العراق             | 2 – 0 | فيتنام |
| ------------------ | ----- | ------ |
| يونس محمود 2'، 65' |       |        |

| إيران | 0 – 0 (ب.و.إ.) | كوريا الجنوبية |
| ----- | -------------- | -------------- |
|       |                |                |

| السعودية                           | 2 – 1 | أوزبكستان          |
| ---------------------------------- | ----- | ------------------ |
| ياسر القحطاني 3' · أحمد الموسى 75' |       | ماكسيم شاتسكيخ 82' |

#### نصف النهائي
في المباراة الأولى من نصف النهائي تأهل العراق إلى النهائي بعد فوزه على كوريا الجنوبية بركلات الترجيح بعد انتهاء الوقت الأصلي بالتعادل السلبي، أما في المباراة الثانية تأهلت السعودية إلى النهائي بعد فوزها على اليابان بنتيجة 3-2.
| العراق | 0 – 0 (ب.و.إ.) | كوريا الجنوبية |
| ------ | -------------- | -------------- |
|        |                |                |

| اليابان                          | 2 – 3 | السعودية                               |
| -------------------------------- | ----- | -------------------------------------- |
| يوجي ناكازاوا 37' · يوكي أبي 53' |       | ياسر القحطاني 35' · مالك معاذ 47'، 57' |

#### تحديد المركزين الثالث والرابع
في مباراة تحديد المركز الثالث فازت كوريا الجنوبية على اليابان بركلات الترجيح بعد انتهاء الوقت الأصلي بالتعادل السلبي.
| كوريا الجنوبية | 0 – 0 (ب.و.إ.) | اليابان |
| -------------- | -------------- | ------- |
|                |                |         |

#### النهائي
في المباراة النهائية من كأس آسيا 2007 فاز العراق على السعودية بهدف يونس محمود بالدقيقة 72 ليتوج العراق للمرة الأولى في تاريخه بكأس آسيا.
| العراق         | 1 – 0 | السعودية |
| -------------- | ----- | -------- |
| يونس محمود 72' |       |          |

## الفائز
| بطل كأس آسيا 2007       |
| ----------------------- |
| · العراق · للمرة الأولى |

## الجوائز
| هداف البطولة                              | أفضل لاعب في البطولة | جائزة اللعب النظيف |
| ----------------------------------------- | -------------------- | ------------------ |
| يونس محمود ياسر القحطاني ناوهيرو تاكاهارا | يونس محمود           | اليابان            |

## مسجلوا الأهداف
| 4 أهداف - يونس محمود - ياسر القحطاني - ناوهيرو تاكاهارا 3 أهداف - مارك فيدوكا - ماكسيم شاتسكيخ - سباستيان سوريا هدفين - سعيد الكاس - تيمور كابادزه - جواد نيكونام - بيبات تونكانيا - تيسير الجاسم - أحمد الموسى - مالك معاذ - شاو جيياي - هان بينغ - وانغ دونغ - سيتشيرو ماكي - شونسوكي ناكامورا |  | هدف واحد - كيم جونغ وو - تشوي سونغ كوك - كيم دو هيون - جواد كاظميان - سيد جلال حسيني - فريدون زاندي - أندرانيك تيموريان - نشأت أكرم - هوار ملا محمد - كرار جاسم - جون ألويسي - مايكل بواشامب - هاري كيويل - تيم كاهيل - سوتي سوكسومكت - بدر الميمني - هيونه كوانغ ثانه - لي كونغ فينه - فان تان بين - ياسوهيتو إندو - يوجي ناكازاوا - يوكي أبي - فيصل خليل |  | - بودي سودارسونو - بامبانغ بامونغكاس - إيلي إيبوي - محمود جلال - إسماعيل عبد اللطيف - سلمان عيسى - إندرا بوترا - ماو جيانكينغ - عزيز إبراهيموف - أوليغبك باكاييف - ألكساندر غينريخ - بافل سولومن - سعد الحارثي - عبد الرحمن القحطاني هدف في مرماه - رحمن رضائي - كييتا سوزوكي |

## أكثر الفرق تسجيلأ للأهداف في البطولة
| 12 هدف - السعودية 11 هدف - اليابان 10 أهداف - أوزبكستان 7 أهداف - أستراليا - الصين - العراق 6 أهداف - إيران | 4 أهداف - فيتنام 3 أهداف - البحرين - إندونيسيا - كوريا الجنوبية - قطر - تايلاند - الإمارات العربية المتحدة هدف واحد - ماليزيا - عمان |

## الترتيب النهائي
| المركز                  | فريق                     | لعب | فوز | تعادل | خسارة | له | عليه | الفارق | النقاط | نسبة الوصول إلى 18 نقطة |
| ----------------------- | ------------------------ | --- | --- | ----- | ----- | -- | ---- | ------ | ------ | ----------------------- |
| 1                       | العراق                   | 6   | 3   | 3     | 0     | 7  | 2    | +5     | 12     | 66.7%                   |
| 2                       | السعودية                 | 6   | 4   | 1     | 1     | 12 | 6    | +6     | 13     | 72.2%                   |
| 3                       | كوريا الجنوبية           | 6   | 1   | 4     | 1     | 3  | 3    | 0      | 7      | 38.9%                   |
| 4                       | اليابان                  | 6   | 2   | 3     | 1     | 11 | 7    | +4     | 9      | 50.0%                   |
| الخروج من ربع النهائي   |                          |     |     |       |       |    |      |        |        |                         |
| 5                       | إيران                    | 4   | 2   | 2     | 0     | 6  | 3    | +3     | 8      | 66.7%                   |
| 6                       | أوزبكستان                | 4   | 2   | 0     | 2     | 10 | 4    | +6     | 6      | 50.0%                   |
| 7                       | أستراليا                 | 4   | 1   | 2     | 1     | 7  | 5    | +2     | 5      | 41.7%                   |
| 8                       | فيتنام                   | 4   | 1   | 1     | 2     | 4  | 7    | −3     | 4      | 33.3%                   |
| الخروج من دور المجموعات |                          |     |     |       |       |    |      |        |        |                         |
| 9                       | الصين                    | 3   | 1   | 1     | 1     | 7  | 6    | +1     | 4      | 44.4%                   |
| 10                      | تايلاند                  | 3   | 1   | 1     | 1     | 3  | 5    | −2     | 4      | 44.4%                   |
| 11                      | إندونيسيا                | 3   | 1   | 0     | 2     | 3  | 4    | −1     | 3      | 33.3%                   |
| 12                      | الإمارات العربية المتحدة | 3   | 1   | 0     | 2     | 3  | 6    | −3     | 3      | 33.3%                   |
| 13                      | البحرين                  | 3   | 1   | 0     | 2     | 3  | 7    | −4     | 3      | 33.3%                   |
| 14                      | قطر                      | 3   | 0   | 2     | 1     | 3  | 4    | −1     | 2      | 22.2%                   |
| 15                      | عمان                     | 3   | 0   | 2     | 1     | 1  | 3    | −2     | 2      | 22.2%                   |
| 16                      | ماليزيا                  | 3   | 0   | 0     | 3     | 1  | 12   | −11    | 0      | 0.0%                    |